# Jack Nimitz
Jack Nimitz (Washington, 11 de enero de 1930 - 10 de junio de 2009) fue un músico estadounidense de jazz, saxofonista barítono, clarinetista bajo y flautista.

## Historial
A los 16 años, entra en la orquesta de Willis Connover, que actuaba asiduamente en La Voz de América. Después, forma parte de la orquestas de Woody Herman (1953) y Stan Kenton (1955-56 y 1959). A comienzo de los años 1960, realiza actuaciones con Charles Mingus, Thelonious Monk, Terry Gibbs, y Gerald Wilson, antes de volver de nuevo con Kenton, en 1965. Mantuvo varias temporadas un grupo junto al multiinstrumentista Bill Hood, antes de convertirse en un reputado músico de sesión y colaborar con diversas orquestas profesionales californianas. En los años 1990, grabó para el sello español Fresh Sound Records.
Nimitz nunca grabó como director de banda, ni siquiera en la época de su quinteto con Hood, en la que experimentó con sonoridades nuevas. Instrumentalmente, estuvo muy influido, al menos en sus comienzos, por Gerry Mulligan.